# Miasto Śląskie

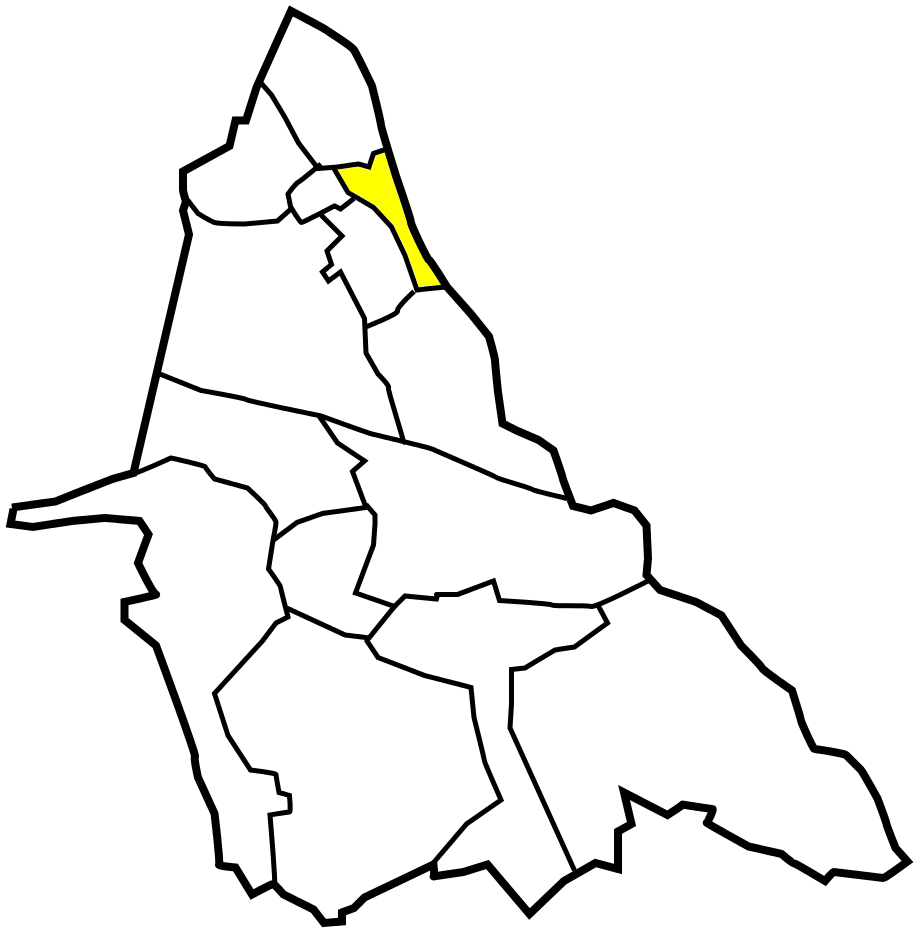
Dzielnice Mysłowic, na żółto zaznaczona dzielnica Stare Miasto, gdzie mieści się siedziba władz miasta.

Miasto Śląskie – niezrealizowana koncepcja wydzielenia nowego miasta z południowych części obszarów miasta Mysłowice w latach 2012–2013.
Na początku 2012 roku niezadowoleni z kondycji finansowej miasta Mysłowice i braku nowych inwestycji, a także obserwujący dynamiczny rozwój sąsiedniego Imielina, mieszkańcy 9 południowych dzielnic Mysłowic (Morgów, Brzezinki, Larysza-Hajdowizny, Kosztów, Krasów, Ławek, Wesołej i Dziećkowic) zainicjowali działania zmierzające do wyłączenia tych dzielnic z miasta Mysłowice i utworzenia trzech gmin: Brzezinka, Kosztowy i Wesoła.  W wyniku przeprowadzonych analiz, 11 stycznia 2013 złożono wniosek o przeprowadzenie referendum w sprawie odłączenia od Miasta Mysłowice jednostek pomocniczych: Brzezinka, Dziećkowice, Larysz–Hajdowizna, Kosztowy, Krasowy, Morgi, Wesoła i utworzenia na ich obszarze gminy o nazwie Miasto Śląskie. Liczba mieszkańców miasta Miasto Śląskie wyniosłaby około 25,000 mieszkańców. Komisja powołana do zbadania zgodności wniosku z zapisami ustawy stwierdziła, że nie spełnia on warunków formalnych. Podczas sesji 31 stycznia 2013 Rada Miasta Mysłowice podjęła uchwałę XXXVIII/718/13 w sprawie odrzucenia wniosku mieszkańców o przeprowadzenie referendum lokalnego.